# Eupogonius petulans
Eupogonius petulans là một loài bọ cánh cứng trong họ Cerambycidae.